# Nikita (film)
Nikita este un film francez regizat de Luc Besson.
Pe baza acestui film a fost creat serialul de televiziune La Femme Nikita.

## Prezentare
Protagonista Anne Parillaud este o condamnată de crimă ce a fost recrutată de către guvern ca asasină. În acest film, Nikita este întrebată de originea numelui ei, și replica spusă este că a fost numită după "une chanson"--un cântec--cel mai probabil 'Nikita', de Elton John.

## Distribuția
- Anne Parillaud este Nikita
- Jean-Hugues Anglade este Marco
- Tchéky Karyo este Bob
- Jeanne Moreau este Amande
- Jean Reno este Victor

## Moștenirea
În DVD-ul ce însoțește interviul, Luc Besson specifică că Nikita a fost o izbucnire de film pentru el. 
În 1993, Warner Bros. redenumește filmul în Engleză ca Point of No Return (Asasinul, Punctul fără întoarcere), coordonat de John Badham cu actrița Bridget Fonda în rolul lui "Maggie." Nikita a servit de asemenea ca inspirație pentru 1991 filmul de acțiune din Hong Kong Black Cat, care a urmat îndeaproape povestea filmului original, dar nu în-deajuns pentru a fi desăvârșit și remarcat.